# Precision Air
Precision Air Services Plc (che opera come Precision Air; DSE:PAL) è una compagnia aerea tanzaniana con sede presso l'aeroporto Internazionale Julius Nyerere di Dar es Salaam. La compagnia opera servizi di linea per passeggeri verso Nairobi, Entebbe e vari aeroporti e piste in tutta la Tanzania.

## Storia
Precision Air è stata costituita in Tanzania nel gennaio 1991 come compagnia aerea privata e ha iniziato a operare nel 1993. Inizialmente operava come compagnia privata di trasporto aereo charter, ma nel novembre 1993 è passata a offrire servizi di linea per servire il crescente mercato turistico.
Nel 2006, Precision Air è stata la prima compagnia aerea tanzaniana a superare lo IATA Operational Safety Audit.
Nell'aprile 2011, la compagnia aerea è diventata una società pubblica.

## Identità aziendale

### Proprietà
Precision Air è stata di proprietà privata fino al 2003, quando Kenya Airways ha acquisito una quota del 49% pagando 2 milioni di dollari, poche settimane dopo che la rivale South African Airways aveva acquisito una quota del 49% di Air Tanzania per 20 milioni di dollari. Il restante 51% è stato mantenuto da Michael Shirima, il fondatore della compagnia aerea.
Nell'ottobre 2011, Precision Air ha lanciato azioni del suo capitale in un'offerta pubblica iniziale alla Borsa di Dar es Salaam, dopo la quale le quote di Shirima e Kenya Airways sono diminuite e i nuovi sottoscrittori di azioni possedevano il 15,86%.

### Business trends
Poiché fino al 2011 era una società privata, i dati pubblicati non erano generalmente disponibili prima del prospetto di offerta pubblica iniziale del 12 settembre. Da allora sono stati pubblicati rapporti e bilanci annuali completi. Da quello che si evince dai rapporti, la compagnia è in perdita dal 2013.
Secondo quanto pubblicato nel giugno 2013, Precision Air ha incontrato notevoli difficoltà finanziarie, dovute in parte alle perdite subite a causa dei voli da e per Johannesburg, in Sudafrica. Tali voli sono terminati nel settembre 2012. Nell'agosto 2013, il quotidiano tanzaniano The Citizen ha riferito che la compagnia aerea aveva "disperatamente" bisogno di un pacchetto di salvataggio da 32 milioni di dollari da parte del governo tanzaniano o di altre fonti. I problemi della compagnia aerea erano aumentati nel 2011, quando aveva ricevuto solo 7,4 milioni di dollari dei 17,5 milioni di dollari che sperava di ricevere al momento della quotazione alla Borsa di Dar es Salaam. L'aumento dei prezzi del carburante, delle tasse e delle imposte, oltre alle fluttuazioni valutarie e al rifiuto del proprietario di minoranza Kenya Airways di apportare capitale, hanno danneggiato la compagnia aerea.

## Destinazioni

### Accordi di code-share
Al 2022, Precision Air ha accordi di code sharing con:
- Etihad Airways
- Hahn Airlines
- Kenya Airways

## Flotta

### Flotta attuale
A dicembre 2022 la flotta di Precision Air è così composta:

### Flotta storica
Precision Air ha operato con 4 Boeing 737-300 tra il 2004 e il 2013. In passato la compagnia utilizzava anche Bombardier Dash 8 e Let L 410.

## Incidenti
- 6 novembre 2022: il volo Precision Air 494, operato da un ATR 42-500, è precipitato nel lago Vittoria mentre tentava di atterrare a Bukoba in condizioni di maltempo e scarsa visibilità. Diciannove persone sono rimaste uccise, compresi i due piloti.[15]